# الناحية المركزية (فيروز آباد)
الناحية المركزية لمقاطعة فيروز آباد (بالفارسية: بخش مرکزی شهرستان فیروزآباد) هي الناحية المركزية لمقاطعة فيروز آباد, محافظة فارس, إيران. في تعداد عام 2006 ، كان عدد سكانها 86,208 في 18,946 عائلة. في الناحية مدينة واحدة: فيروز آباد. وقسمان ريفيان اثنان: قسم أحمد آباد الريفي وقسم جايدشت الريفي.